# Virus de la viruela símica
El virus de la viruela del mono (monkeypox virus) o MPXV (por sus siglas en inglés) es una especie de virus de doble cadena de ADN, del género Orthopoxvirus, de la familia Poxviridae, subfamilia Chordopoxvirinae grupo I en familias sin asignar, que causa la viruela símica.
Se conoce como viruela símica debido a que se encontró supuestamente  por primera vez en 1958 en simios de laboratorio en Dinamarca. Posteriormente, algunos exámenes de sangre de animales en África revelaron que otros tipos de animales probablemente tenían la viruela del simio. Los científicos también descubrieron el virus que causa la enfermedad en una ardilla africana (Funisciurus congicus). Estos tipos de ardillas podrían ser el huésped común de la enfermedad. Además, las ratas, los ratones y los conejos también pueden infectarse por el virus de la viruela símica. 

## Epidemiología

### SigloXX
La infección humana por este virus se describió por primera vez en 1970 en Zaire (hoy República Democrática del Congo). Desde ese momento, son numerosos los brotes registrados en países del África central y occidental (sobre todo, en la República Democrática del Congo y en Nigeria, aunque también los ha habido en Benín, Camerún, República Centroafricana, Gabón, Costa de Marfil, Liberia, la República del Congo, Sierra Leona, Colombia y Sudán del Sur).

### 2017-2021
En septiembre de 2018 se notificaron 2 casos de infección humana por el virus de la viruela símica. Se trataba de dos personas que probablemente adquirieron la infección del brote en Nigeria (uno de ellos era un residente de este país africano y el segundo era un británico que había pasado sus vacaciones en dicho país) y habían recibido atención sanitaria en centros sanitarios especializados en el tratamiento de enfermedades tropicales en Londres y Liverpool, respectivamente.
El 15 de julio de 2021, los Centros para el Control y Prevención de Enfermedades confirmaron el positivo de un residente estadounidense que regresó desde Nigeria. 

### 2022-2023
En 2022 se produjo un brote de viruela símica siendo el caso índice el de un británico que presentó síntomas de la enfermedad tras haber viajado a Nigeria. Desde entonces, el brote se ha extendido a algunos países.

### 2023-2024
El brote de viruela símica de 2024 es un brote de la enfermedad causada por el virus de la viruela símica a nivel internacional que se inició en la República Democrática del Congo el 26 de septiembre de 2023.
La Organización Mundial de la Salud informó la ocurrencia de un nuevo brote de esta enfermedad(también llamada, en inglés, mpox) durante 2024  La misma ocurre de una forma separada y es más letal que del virus de la viruela del mono (MPXV), que predominó en el brote de viruela símica de 2022-2023.

## Variantes
El 12 de agosto de 2022 la Organización Mundial de la Salud designó al linaje de la Cuenca del Congo de África Central como I y al clado o subtipo de África Occidental como II, este último registrando dos variantes que son  IIa y IIb que también es conocido como el subclado 3.
El equipo de Nextstrain está rastreando la evolución de las variantes de la viruela símica.

### Linajes
| Descubrimiento                  | Descubrimiento             | Descubrimiento       | Denominaciones         | Denominaciones             | Denominaciones           | Clado | Características | Características  | Características | Características | Características | Referencias |
| ------------------------------- | -------------------------- | -------------------- | ---------------------- | -------------------------- | ------------------------ | ----- | --------------- | ---------------- | --------------- | --------------- | --------------- | ----------- |
| Posible origen                  | Primera detección          | Muestra más temprana | Denominación de la OMS | Denominaciones científicas | Denominaciones populares | Clado | Mutaciones      | Transmisibilidad | Severidad       | Inmunogenicidad | Antigenicidad   | Referencias |
| República Democrática del Congo | SSI, Copenhague, Dinamarca | 1958                 | África Central         | I                          | Cuenca del Congo         | I     | N/A             | N/A              | 10% Letalidad   | N/A             | N/A             | [ 24 ]      |
| África                          | África                     | 1970                 | África Occidental      | IIa                        | Occidental               | II    | S/d             | S/d              | 3% Letalidad    | S/d             | S/d             |             |

### Variantes
| Descubrimiento                  | Descubrimiento                                          | Descubrimiento       | Categoría máxima alcanzada | Denominaciones         | Denominaciones             | Denominaciones           | Linaje | Cambios    | Cambios          | Cambios        | Cambios         | Cambios       | Referencias          |
| ------------------------------- | ------------------------------------------------------- | -------------------- | -------------------------- | ---------------------- | -------------------------- | ------------------------ | ------ | ---------- | ---------------- | -------------- | --------------- | ------------- | -------------------- |
| Posible origen                  | Primera detección                                       | Muestra más temprana | Categoría máxima alcanzada | Denominación de la OMS | Denominaciones científicas | Denominaciones populares | Linaje | Mutaciones | Transmisibilidad | Severidad      | Inmunogenicidad | Antigenicidad | Referencias          |
| República Democrática del Congo | Kamituga, Kivu del Sur, República Democrática del Congo | Septiembre 2023      | VUI                        | N/A                    | Ib                         | Africana                 | I      | APOBEC3    | S/d              | 5% Letalidad   | S/d             | S/d           | [ 25 ] [ 26 ] [ 27 ] |
| Nigeria                         | IPD, Dakar, Senegal                                     | Septiembre 2017      | VUI                        | IIb                    | IIb                        | Senegalesa               | II     | S/d        | S/d              | 1% Letalidad   | S/d             | S/d           | [ 28 ]               |
| Nigeria                         | Londres, Inglaterra, Reino Unido                        | Abril 2022           | VUI                        | N/A                    | hMPXV-1                    | Nigeriana                | IIb    | S/d        | S/d              | 0.1% Letalidad | S/d             | S/d           | [ 29 ]               |
| Estados Unidos en 2021          | Importado de Emiratos Árabes Unidos a India             | Julio 2022           | VUI                        | N/A                    | A.2                        | India                    | IIb    | S/d        | S/d              | S/d            | S/d             | S/d           | [ 30 ]               |
| Lima, Perú                      | Perú                                                    | Agosto 2022          | VUI                        | N/A                    | B.1.6                      | Suramericana             | IIb    | S/d        | S/d              | S/d            | S/d             | S/d           | [ 31 ]               |
| Liverpool, Reino Unido          | Reino Unido                                             | Agosto 2022          | VUI                        | N/A                    | ?                          | Británica                | IIb    | S/d        | S/d              | S/d            | S/d             | S/d           | [ 32 ]               |